# Paper Mario
Paper Mario este un RPG (role playing game) pentru consola Nintendo 64 lansat în 2001.
Povestea începe când Mario și fratele lui Luigi sunt invitați la o petrecere de către prințesa Peach. Când Mario ajunge în castel, vechiul și cunoscutul Bowser apare ca întodeauna și se luptă cu Mario. Când Mario este gata să îl învingă pe Bowser, el scoate "mărul discordiei" în acest joc: THE STAR ROD (bagheta stelei) pe care a furat-o din Star Heaven (raiul stelelor) și care are puterea de a îndeplini toate dorințele și o foloșeste pentru a-l învinge pe Mario.